# Gierbach
Der Gierbach ist ein knapp 10,5 km langer rechter und nordöstlicher Zufluss der Nidda.

## Name
Der Bach wird im 16. Jahrhundert u. a. als Gera, Geraw oder Gier bezeichnet. Der Name setzt sich zusammen aus der Endung -aha für 'Fließgewässer' und germanisch gēr für 'Wurfspieß, Ger' oder germanisch gērboum für 'Esche'.

## Geographie

### Verlauf
Der Gierbach entspringt im Vogelsberg, nördlich von Schotten-Götzen. Er mündet bei Schotten-Rainrod in die Nidda.

### Zuflüsse
- Stückbach (rechts), 3,1 km

### Flusssystem Nidda
- Fließgewässer im Flusssystem Nidda

### Orte
Der Gierbach fließt durch folgende Ortschaften:
- Schotten-Götzen
- Schotten
- Schotten-Rainrod